# Anaisa Pye
Anaisa Pye (alternativamente, Anaisa Pie,
Anaisa Pie Danto, ou Anaisa La Chiquita) é um loá popular dentro do Vudú dominicano e Espiritismo porto-riquenho.  Ela é considerada a padroeira do amor, dinheiro e felicidade geral dentro das 21 Divisões.
É frequentemente considerada extremamente faceira, generosa e brincalhona por seus devotos. Assim como outros adoradores, interessam-se por outras mulheres loás, pois consideram-se capazes de prover qualquer coisa que uma pessoa possa solicitar.  Entre os fiéis dominicanos católicos, ela é sincretizada com Saint Anne. Seus altares são frequentemente decorados com figuras e estátuas de Santa Ana e a filha Maria.   Diz-se que ela trabalha muito bem com Belie Belcan, outra loá popular associada a São Miguel Arcanjo. Os ícones de Santa Ana são geralmente colocados ao lado dos ícones de São Miguel nas famílias e nos templos de Vodou.
Seu dia de festa é comemorado em 26 de julho. Suas cores favoritas são amarelo e rosa. Algumas pessoas consideram Cachita um dos seus puntos (ou encarnações).